# Universidade da Ásia e do Pacífico
A Universidade da Ásia e do Pacífico (UA&P) é uma universidade privada localizada nas Filipinas; o campus Ortigas é localizado em "Pearl Drive in Bgy. Ugong Norte, Ortigas Center, Pasig City. Antes de se tornar uma universidade em 1995, era conhecido como "Centro de Pesquisas e Comunicação".
A formação doutrianl e espiritual dada na universidade é confiada ao Opus Dei, uma Prelazia da Igreja Católica.

## História
A Universidade da Ásia e do Pacífico (UA & P) foi fundada pelo Dr. Jesus P. Estanislao e Dr. Bernardo Villegas, dois licenciados de Harvard, como o Centro de Pesquisa e Comunicação (CRC). O CRC foi estabelecido como uma organização voluntária privada com núcleo de operações no domínio da investigação, pesquisa e comunicação, bem como em programas de formação em economia industrial. 
No México em um encontro com o fundador do Opus Dei, Josemaria Escrivá,em 1970, este pediu a Estanislao e Villegas para expandir os horizontes acadêmicos internacionais do CRC. Nesse ano o CRC ofereceu o seu primeiro curso de graduação em Economia Industrial voltado para o Master em Ciências.
O CRC mudou - se para seus novos escritórios em Ortigas Center, Pasig City, em 1982, com os seus programas formais e informais. Por este tempo também ganhou algum reconhecimento internacional como uma empresa e centro de reflexão sobre. Em 1987, foi criado o Instituto de Desenvolvimento Educacional, que seria o antecessor da Escola de Educação que viria a ser a base da UA & P. 
O seu Colégio de Artes e Ciências (CAS) foi aaberto em 1989 e admitiu o seu primeiro lote de estudantes universitários nesse ano. O Colégio oferece agora oito domínios de especialização: economia, gestão de empresas, gestão empresarial, filosofia, educação, economia política, comunicação e humanidades em geral, todas elas ancoradas em um liberal  currículo educacional. 
Em 1993, o CRC pediu o estatuto de universidade e fundou a sua Escola de Economia e Educação. Nesse mesmo ano, também criou seu Centro de Gestão. Foi-lhe concedido o estatuto universitário em 26 de junho de 1995, convertendo o CRC na Universidade da Ásia e do Pacífico. A assinatura pelo Secretário da Educação Ricardo Gloria realizou - se em uma escola pública perto da Ninoy Aquino International Airport. 
A 15 de agosto do mesmo ano, a UA & P, foi inaugurada numa solenidade acadêmica rito presidida pelo recém - nomeado presidente da Comissão sobre o Ensino Superior Angel Alcala, Secretária Gloria, e apresidente da Securities Exchange Commission Rosário Lopez. 
Estanislao assumiu a presidência da UA & P em 28 de Novembro de 1995. Ao Vigário Regional do Opus Dei nas Filipinas Pe. Ramon Lopez foi conferido o título honorário de Vice-Grande Chanceler da Universidade.